# Ealdred di York
Ealdred o Eldredo (anche nella grafia Aldred; ... – York, 11 settembre 1069) è stato un abate e arcivescovo inglese.

## Biografia
Importante prelato dell'Inghilterra alto-medievale, Ealdred o Aldred o Eldredo era imparentato con numerosi altri ecclesiastici del periodo. Dopo essere divenuto monaco al monastero di Winchester, fu nominato abate dell'abbazia di Tavistock intorno al 1027. Nel 1046 fu nominato al vescovado di Worcester. Ealdred, oltre ai suoi doveri episcopali, prestò servizio per Edoardo il Confessore, il re d'Inghilterra, come diplomatico e condottiero militare. Lavorò per riportare uno dei parenti del re, Edoardo l'Esiliato, dall'Ungheria in Inghilterra per assicurare un erede al re senza prole.
Nel 1058 fu il primo vescovo dell'Inghilterra a intraprendere il pellegrinaggio a Gerusalemme. Come amministratore della diocesi di Hereford, fu coinvolto negli scontri con i gallesi, subendo due sconfitte per mano di razziatori, prima di stringere un accordo con Gruffydd ap Llywelyn, un sovrano gallese.
Nel 1060, Ealdred fu eletto all'arcivescovado di York, ma ebbe difficoltà a ottenere l'approvazione papale per la sua nomina, riuscendovi solo quando promise di non detenere contemporaneamente i vescovati di York e Worcester. Contribuì ad assicurare l'elezione di Vulstano come suo successore a Worcester. Durante il suo arcivescovado, costruì e abbellì le chiese della sua diocesi e si adoperò per migliorare il suo clero tenendo un sinodo che pubblicò le norme per il sacerdozio.
Alcune fonti affermano che, dopo la morte del re Edoardo il Confessore nel 1066, fu Ealdred a incoronare Aroldo Godwinson come re d'Inghilterra. Ealdred sostenne Aroldo come re, ma quando questi fu sconfitto nella battaglia di Hastings, Ealdred appoggiò dapprima Edgardo l'Atelingo e poi Guglielmo il Conquistatore, il duca di Normandia invasore e lontano parente di re Edoardo. Ealdred incoronò re Guglielmo il giorno di Natale del 1066. Guglielmo non si fidò mai del tutto di Ealdred o degli altri capi inglesi. Guglielmo volle essere accompagnato da Ealdred in Normandia nel 1067, ma alla sua morte, nel 1069, era già tornato a York. Ealdred sostenne le chiese e i monasteri della sua diocesi con doni e progetti di costruzione.

## Successione apostolica
La successione apostolica è:
- Vescovo Wulfstan, O.S.B. (1062)